# Sennheiser VSM 201
Der Sennheiser VSM 201 ist ein 1978 vom Unternehmen Sennheiser eingeführter Vocoder.

## Geschichte
Der VSM 201 wurde als 20-Band-Vocoder von Fritz Sennheiser entwickelt. Der deutsche Komponist Heinz Funk produzierte 1977 eine Demonstrationskassette mit dem Beginn des Stücks Lili Marleen als Textbeispiel. 1977 beauftragte Sennheiser den Synthesizer-Spezialisten und Komponisten Kai Krause, den Vocoder Musikern, Musikproduzenten und Filmkomponisten in Los Angeles vorzuführen. Der Einführungspreis 1978 betrug 16.000 Mark. Wirtschaftlich erwies sich die Entwicklung für Sennheiser als Flop. Er wurde jedoch zu einem der einflussreichsten Vocoder-Modelle. Der Matrix-Vocoder der deutschen Firma VirSyn ist dem VSM 201 nachempfunden. XILS-Lab bietet mit dem XILS 201 Vocoder eine Software-Emulation an.

## Verwendung
Der VSM 201 wurde von zahlreichen Musikern seit den späten 1970er Jahren live und im Studio eingesetzt. Kraftwerk verwendeten ihn 1978 auf dem Album Die Mensch-Maschine, Herbie Hancock im gleichen Jahr auf dem Album Sunlight. Hancock wurde auf den Sennheiser-Vocoder in einem Keyboard-Magazin aufmerksam und erwarb zwei Stück zum Preis von ca. 10 000 Dollar. Mit seinem Techniker Bryan Bell entwickelte er eine Möglichkeit, den Vocoder zusammen mit einem tragbaren Keyboard auf der Bühne zu verwenden. Neil Young verwendete den VSM 201 1982 für sein Album Trans. Der Vocoder wurde außerdem von Frank Zappa, Stevie Wonder, Patrick Moraz und Daft Punk verwendet.